# Hugo Victor összes regényei és elbeszélései

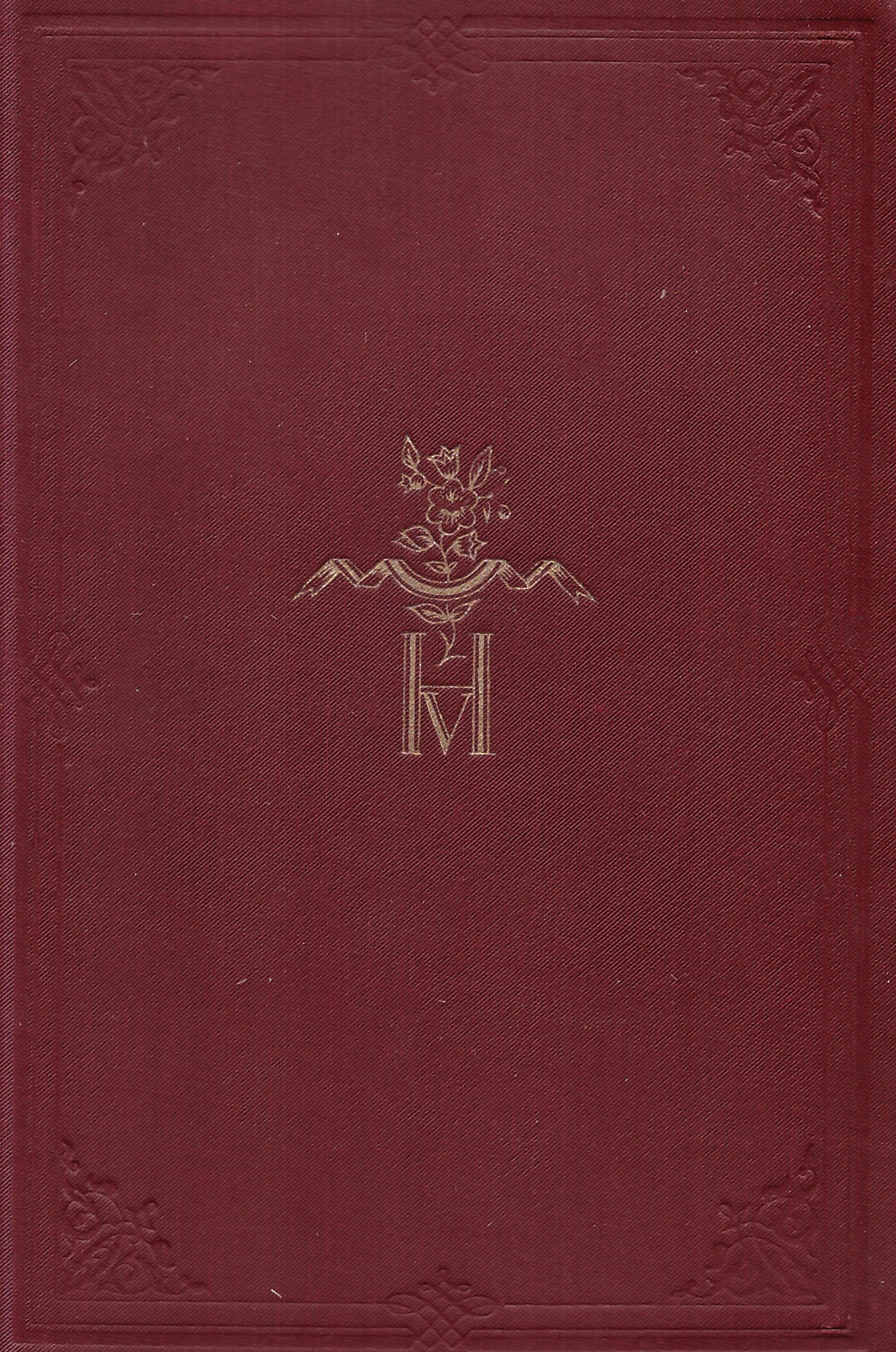
A sorozat borítódísze

A Hugo Victor összes regényei és elbeszélései a Christensen és Társa Gutenberg Könyvkiadó Vállalat könyvsorozata volt az 1920-as években, amely Victor Hugo műveit tette magyar nyelven hozzáférhetővé díszes borítójú kötetekben. A sorozat a következő műveket tartalmazta:
- 1793 I–III.
- Hernani
- Bug-Jargal
- Egy bűn története I–III.
- Izlandi Han I–III.
- Egy halálraitélt utolsó napja
- Claude Gueux
- A kis Napoleon I–II.
- A nevető ember I–IV.
- A párisi Notre-Dame I–IV.
- A Rajna I–IV.
- Shakespeare I–II.
- A tenger munkásai I–IV.
- A nyomorultak I–VIII.
- A nevető ember I–IV.